# Teichbreite
Teichbreite ist ein Stadtteil von Wolfsburg, der sich in der Ortschaft Nordstadt befindet.

## Stadtbild
Der Stadtteil Teichbreite entstand in den 1960er Jahren. Er befindet sich zwischen den Stadtteilen Alt-Wolfsburg, Tiergartenbreite und Vorsfelde sowie dem Allerpark, südlich des Neuen Teichs. Der Stadtteil besteht hauptsächlich aus Hochhäusern und Wohnblocks. Weiterhin sind zwei kleine Einkaufszentren, ein evangelisches Gemeindezentrum und eine Schule vorhanden.

## Geschichte

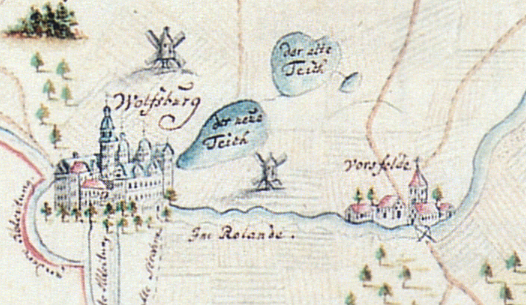
Die Teichbreite mit dem Neuen und dem Alten Teich, der Windmühle und der Wolfsburg, 1745

Vom 16. Jahrhundert bis 1910 befand sich im Bereich der heutigen Teichbreite eine zum Gut Wolfsburg gehörende Windmühle, der Straßenname „Windmühlenbreite“ erinnert noch heute daran.
1938, im Jahr der Stadtgründung, war das Gebiet der heutigen Teichbreite nicht bebaut; die Teiche „Neuer Teich“ und „Alter Teich“ waren jedoch schon vorhanden. Sie werden beide in historischen Karten etwa aus dem 16. Jahrhundert unter diesem Namen genannt. Bereits 1941 war eine Bebauung im Bereich des heutigen Stadtteils geplant, dies wurde jedoch kriegsbedingt zunächst nicht realisiert.
1959 begann der Wohnungsbau durch die VW-Wohnungsbau gGmbH, 1960 wurden die ersten Wohnungen bezogen. 1964 nahm die Brüder-Grimm-Schule (Volksschule XII., heute Leonardo-da-Vinci-Grundschule) den Unterricht auf. Ebenfalls in den 1960er Jahren wurde das Einkaufszentrum am Westrand der Teichbreite erbaut, es wurde in den 1980er Jahren abgerissen und durch einen an derselben Stelle befindlichen Neubau ersetzt, 2020 wurde wiederum ein Neubau eröffnet. 1968 wurde das evangelische St.-Thomas-Gemeindehaus erbaut. Damit war die Bebauung des Stadtteils abgeschlossen und seitdem erfolgten nur noch geringe Veränderungen.
Im Osten entstand um das Jahr 2010, unmittelbar an die Teichbreite angrenzend, das Baugebiet Bürgerkämpe als Neubaugebiet mit Ein- und Mehrfamilienhäusern, das aber zum Stadtteil Vorsfelde gehört. Ebenfalls am Ostrand der Teichbreite entstanden von 2012 bis 2014 durch die Volkswagen Immobilien GmbH sieben neue Wohnblöcke, Wohnpark Drömlingshöhe genannt.

### Einwohner
| Jahr      | 2010 | 2015 | 2017 |
| --------- | ---- | ---- | ---- |
| Einwohner | 3239 | 3388 | 3380 |

## Politik
Die Teichbreite bildet gemeinsam mit den Stadtteilen Alt-Wolfsburg, Kreuzheide und Tiergartenbreite die Ortschaft Nordstadt, die durch einen Ortsrat vertreten wird. Ortsbürgermeisterin ist Immacolata Glosemeyer (SPD).

## Kultur und Sehenswürdigkeiten

### Kirchen

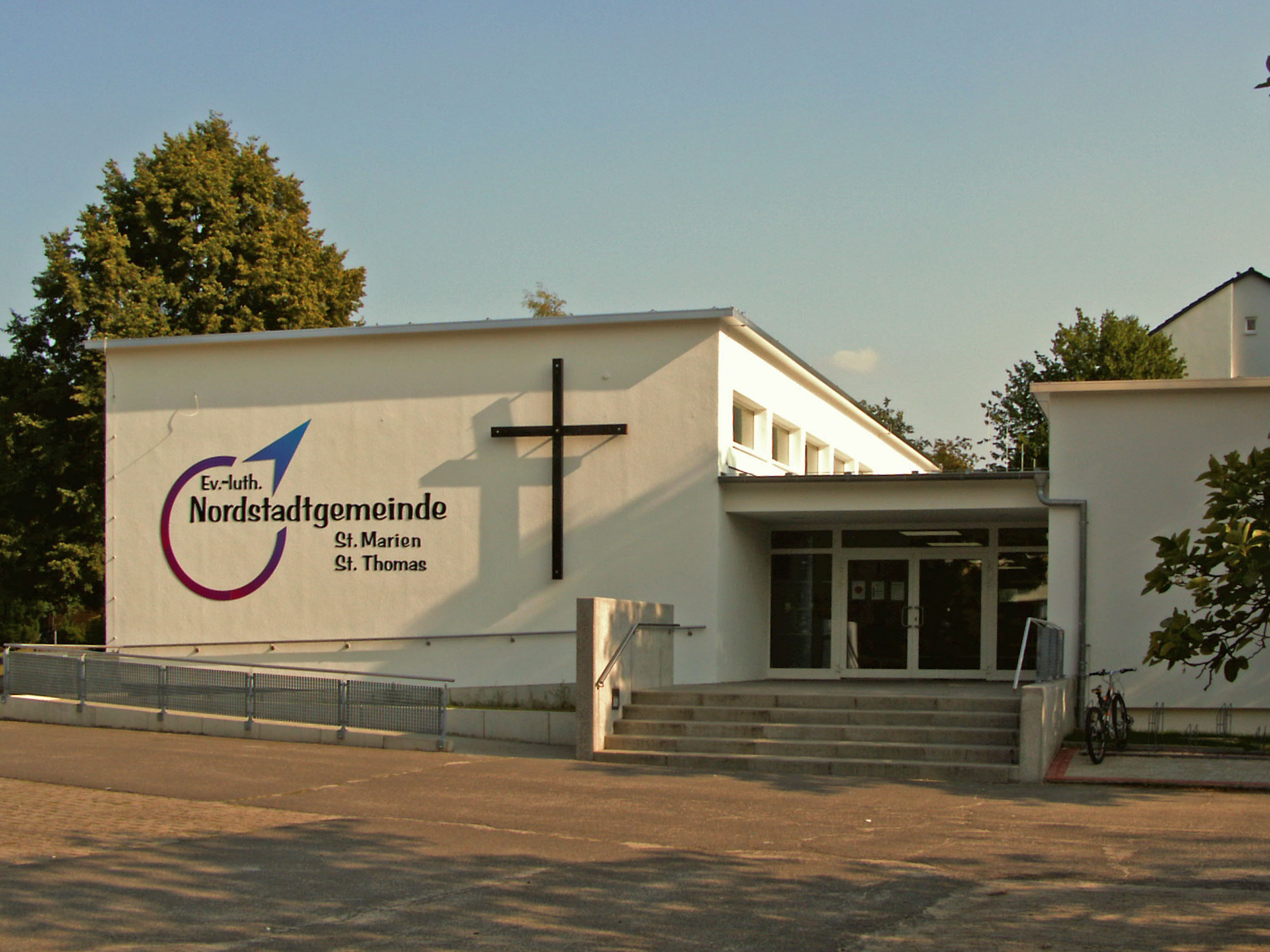
St.-Thomas-Gemeindehaus

Einzige Kirche in der Teichbreite ist das St.-Thomas-Haus der evangelisch-lutherischen Nordstadtgemeinde. Es wurde 1968 erbaut und am 19. Januar 1969 eingeweiht. Ursprünglich war geplant, neben dem Gemeindehaus noch eine Kirche mit einem Glockenturm zu erbauen, dies wurde jedoch nie realisiert. Die Gottesdienste finden im Gemeindesaal statt. Im Januar 2012 fusionierten die St.-Thomas-Gemeinde und die St.-Marien-Gemeinde zur heutigen Nordstadtgemeinde. Im Stadtteil wohnende Katholiken gehören zur nahegelegenen St.-Bernward-Kirche im Nachbarstadtteil Alt-Wolfsburg.

### Grünflächen und Naherholung

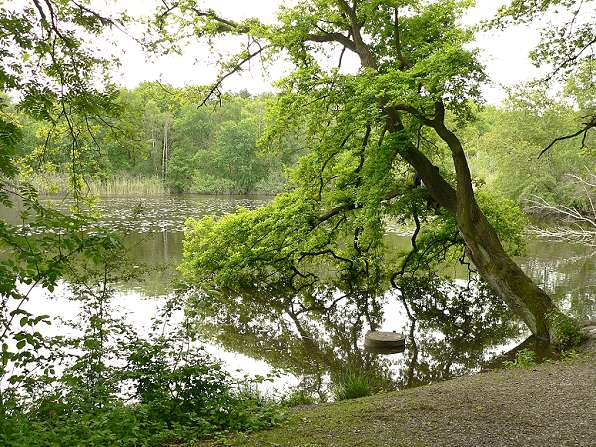
Naturdenkmal Alter Teich

Im unmittelbaren Umfeld der Teichbreite befinden sich ein Waldgebiet mit dem Naturdenkmal Alter Teich, der Allerpark mit dem Allersee und vielen weiteren Freizeiteinrichtungen, sowie der Wolfsburger Schlosspark.

### Kunst im Stadtbild
Spielplatz mit verschiedenen Spielgeräten von Peter Szaif (Wolfsburg) – Leonardo-da-Vinci-Grundschule.

## Wirtschaft und Infrastruktur

### Unternehmen
Die Teichbreite besteht überwiegend aus Wohnbebauung, sodass außer einigen Einzelhandels- und Dienstleistungsgeschäften keine Unternehmen im Stadtteil ansässig sind. Die Mietwohnungen gehören der Volkswagen Immobilien GmbH, die in der Teichbreite auch ihr Stadtteilbüro für die Nordstadt betreibt.
In der Teichbreite sind einige Einzelhandelsgeschäfte des täglichen Bedarfs zu finden, darunter jeweils ein EDEKA- und Penny-Markt, eine Bäckereiverkaufsstelle, eine Apotheke und ein Friseursalon. Das Einkaufszentrum mit dem EDEKA-Markt wurde im August 2019 geschlossen und abgerissen. Im Dezember 2020 wurde an derselben Stelle ein Neubau mit EDEKA-Center und weiteren Geschäften eröffnet.
Die einzige Gaststätte des Stadtteils, die seit den 1960er Jahren bestehende Teichklause, schloss Ende 2017. Die einzige Bank im Stadtteil, eine Geschäftsstelle der Dresdner Bank, wurde schon mehrere Jahre zuvor geschlossen.

### Straßenverkehr
Die gesamte Teichbreite ist als Tempo-30-Zone ausgewiesen. Die Bundesstraße 188 (Oebisfelder Straße) führt unmittelbar am Stadtteil vorbei, die Bundesautobahn 39 verläuft rund sechs Kilometer von der Teichbreite entfernt. Buslinien der Wolfsburger Verkehrs GmbH verbinden den Stadtteil mit der Stadtmitte und verschiedenen anderen Stadtteilen Wolfsburgs.

### Öffentliche Einrichtungen
Die Polizeistation Nordstadt war bis 2019 im Einkaufszentrum an der Allerstraße ansässig.

### Bildung
Drei Wolfsburger Kindertagesstätten haben in der Teichbreite Außenstellen (alle im Gebäude der Leonardo-da-Vinci-Grundschule):
- Heilpädagogischer Kindergarten Rappelkiste (Träger: Lebenshilfe Wolfsburg gGmbH).[9]
- AWO-Kindertagesstätte am Gutshof (Träger: AWO-Bezirksverband Braunschweig e. V.)
- St.-Thomas-Kindertagesstätte (Träger: Ev.-luth. Kirchenkreis Wolfsburg-Wittingen)

Die Leonardo-da-Vinci-Grundschule, eine bilinguale Schule (deutsch/italienisch), ist die einzige Schule des Stadtteils. Sie befindet sich im Gebäude der ehemaligen Brüder-Grimm-Schule.